# Spinactaletes myoptesimus
Spinactaletes myoptesimus är en urinsektsart som beskrevs av Soto-Adames 1988. Spinactaletes myoptesimus ingår i släktet Spinactaletes och familjen Actaletidae. Inga underarter finns listade i Catalogue of Life.